# Otar Iosseliani
Otar Iosseliani (Tbilisi, 2 de fevereiro de 1934 – 17 de dezembro de 2023) foi um dos mais conhecidos realizadores de cinema da Geórgia, embora tenha desenvolvido grande parte da sua carreira em França.

## Filmografia
- 1959 : Sapovnela
- 1961 : Aprili
- 1966 : Giorgobistve
- 1970 : Iko shashvi mgalobeli
- 1975 : Pastorali
- 1984 : Les favoris de la lune
- 1988 : Un petit monastère en Toscane
- 1989 . Et la lumière fut
- 1992 : La chasse aux papillons
- 1994 : Seule, Georgie
- 1996 : Brigands, chapitre VII
- 1999 : Adieu, plancher des vaches!
- 2002 : Lundi matin
- 2006 : Jardins en automne